# 扎斯塔瓦M70突擊步槍
扎斯塔瓦M70（塞爾維亞語：Застава М70）是塞爾維亞扎斯塔瓦武器公司（Zastava Arms）生產的7.62毫米口徑突擊步槍，以前蘇聯AK系列突擊步槍為基礎，亦是南斯拉夫人民軍曾經大量裝備的突擊步槍。

## 歷史[1]
1959年，兩名阿爾巴尼亞士兵帶著蘇聯製AK步槍叛逃到南斯拉夫。南斯拉夫政府隨即要求扎斯塔瓦的工程師對收繳的AK步槍進行研究。雖然扎斯塔瓦成功製造出兩個AK樣本的金屬鑄件，但他們沒有足夠的样本資料去重現步槍的相關零件公差。後來在1959年末，南斯拉夫政府從某個接受蘇聯援助的第三世界國家獲得更多早期型AK，令扎斯塔瓦能更有效地以逆向工程方式仿製出該槍。隨後南斯拉夫在1964年開始在蘇方未授權下生產其AK衍生型。
最初投產的南斯拉夫AK為M64，它以第三型AK作藍本，使用壓削機匣並新增了一些在外觀上的原創設計。M64配備一根與AK相似的螺紋槍管，但體積更厚和沒有鍍銘。它還配備有用作發射槍榴彈的梯式瞄具，平時對折在上護木裡面。該瞄具同時具備阻隔氣體的功能，以容許用戶安全地發射槍榴彈。較特別的是，M64設有無彈後定功能。其槍托裡面藏有重型橡膠反衝墊以吸收後座力。此外，M64的護木無法跟蘇聯AK通用。M64只是原型，目前保存在塞爾維亞的紮斯塔瓦武器博物館。
在1970年，南斯拉夫政府正式採用M64，並以AP M70（1970型自動步槍）的名義批准大量生產和進行改良。
為了降低生產成本，M64原有的無彈後定裝置被取消了，取而代之的是扎斯塔瓦在其彈匣上新增了相同的功能。此外還推出了一種配備AKS式向下摺疊式槍托的衍生型，是為M70A。在同年，M70隨即成為了南斯拉夫人民軍的制式步槍。
不久，扎斯塔瓦停止將M70的槍管擰入機匣，並採用更便宜、更簡單的方法將槍管壓入機匣並加以固定，這種型號是為M70B，摺疊式槍托版本則為M70AB。
為了降低生產成本，在1970年代後期，扎斯塔瓦開始以衝壓方式取代原來的壓削方式生產M70的機匣。這種衍生型是為M70B1，摺疊式槍托版本則為M70AB2。兩種型號均配備採用氚的夜光機械瞄具。少量M70B1和M70AB2配備能夠安裝瞄準鏡的導軌，這些型號為M70B1N和M70AB2N。
M70的最終版本為M70B2，特點是具備一個比AKM和其他AK衍生型更重和更厚的機匣，M70B2和M70AB2同時配備像RPK輕機槍般堅固的槍管耳軸。據指這些設計都是為了令其更適合發射槍榴彈。

## 設計
M70突擊步槍的早期型採用壓削機匣，後期型改用AKM式的衝壓機匣，該槍發射前南斯拉夫制造7.62×39毫米M67步槍彈，沿用AK系列的长行程活塞傳動式氣動系統、轉拴式槍機，以30發可拆式AK彈匣供彈（具有無彈後定功能；亦可對應其他同口徑的AK供彈具），具有全自動及半自動發射模式（U為保險、R為半自動、J為全自動），部份型號裝有與AKS相同的向下摺疊式金屬槍托，槍口裝有向上斜切的制退器。
M70B2和M70AB2等後期型號比較特別之處是機匣厚度為1.6毫米，比AKM的1毫米更厚，機匣受壓能力有所提高，但相對地也較重，要辨認M70及AKM的分別是M70的木制護木上有三個散熱孔。
与其他国家仿制的AKM步枪不同的是，M70在导气箍位置设有一个气体调节器、兼做枪榴弹瞄准标尺。一般射击时置于平放位置，此时导气孔打开；当需要发射枪榴弹时将标尺立起，此时导气孔关闭，以承受发射枪榴弹时的高膛压，防止枪机后座。
扎斯塔瓦M70有多種衍生型－如M70B1和M70AB2，兩者皆內置槍榴彈瞄準標尺及對應槍榴彈發射的槍口裝置。而M72B1輕機槍具有固定式摺疊兩腳架，M72AB1輕機槍則裝有可拆式兩腳架。

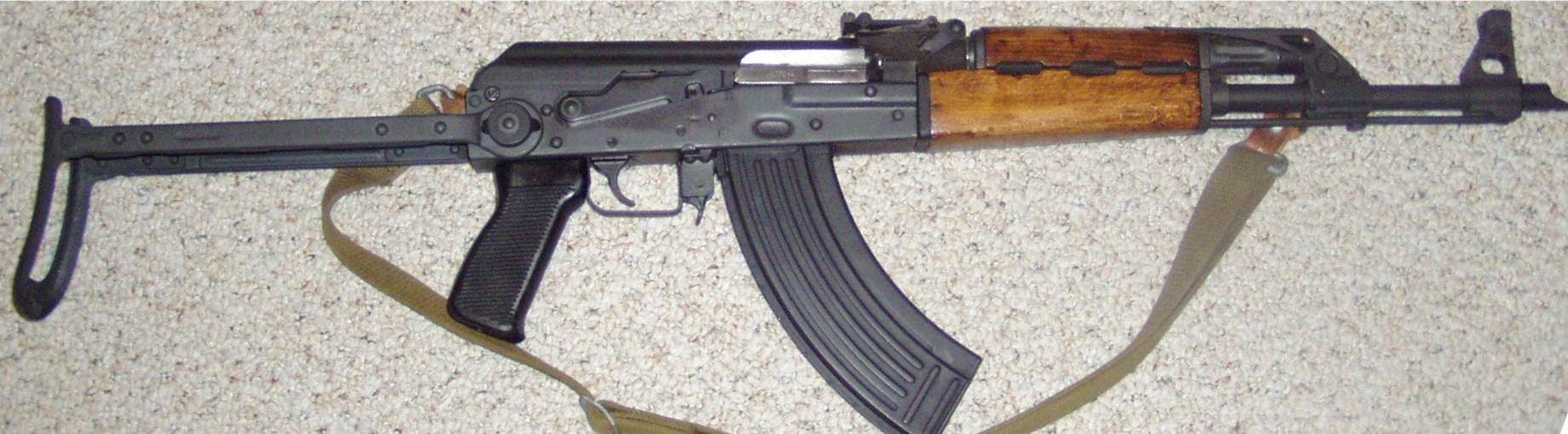
半自動民用型的M70AB2，導氣管上裝有槍榴彈瞄準標尺

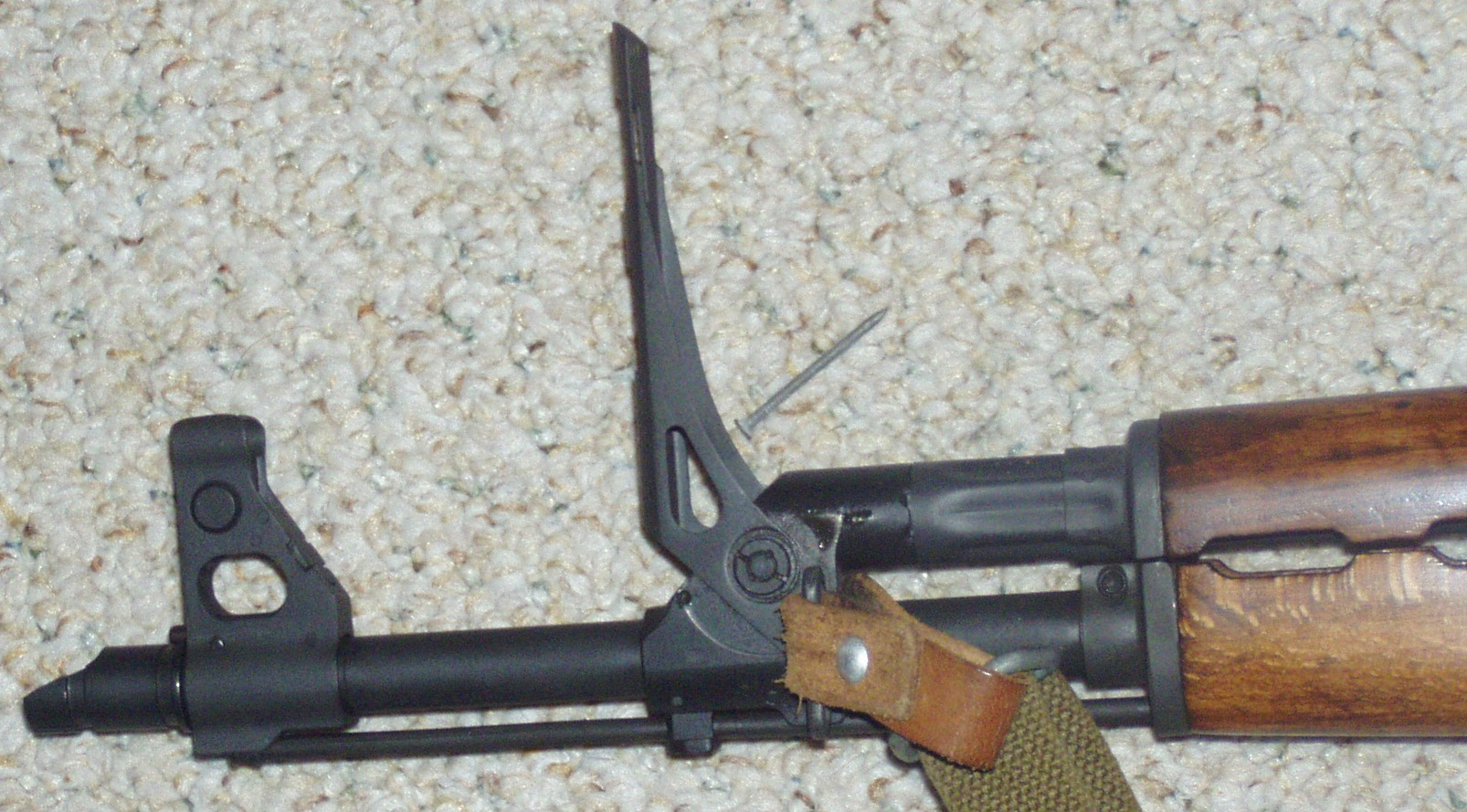
翻開後的槍榴彈瞄準標尺

## 衍生型
- M70：採用壓削機匣及固定槍托。
- M70A：採用壓削機匣及向下摺疊式槍托。
- M70A1：採用壓削機匣及向下摺疊式槍托，可安裝瞄準鏡或夜視儀。
- M70B1：採用衝壓機匣及固定槍托。
- M70AB2：採用衝壓機匣及向下摺疊式槍托。
- M70B1N：採用衝壓機匣及固定槍托，可安裝瞄準鏡或夜視儀。
- M70AB2N：採用衝壓機匣及向下摺疊式槍托，可安裝瞄準鏡或夜視儀。
- M70AB3：採用衝壓機匣及向下摺疊式槍托，移除了槍榴彈瞄具並以BGP 40毫米下掛式榴彈發射器取而代之。
- M70B3：採用衝壓機匣及固定槍托，移除了槍榴彈瞄具並以BGP 40毫米下掛式榴彈發射器取而代之。
- M92：M70AB2的短管卡賓槍型。
- PAP M70：面向民間市場推出的半自動民用型。

## 使用國

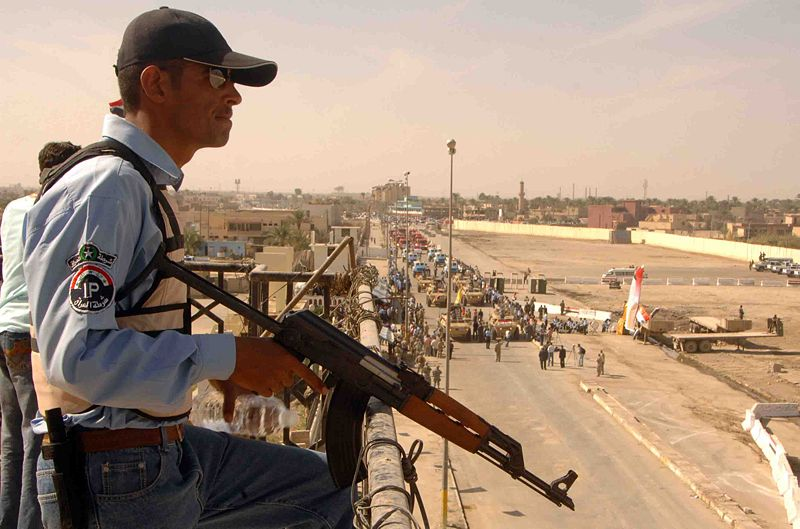
伊拉克警察裝備的M70B2

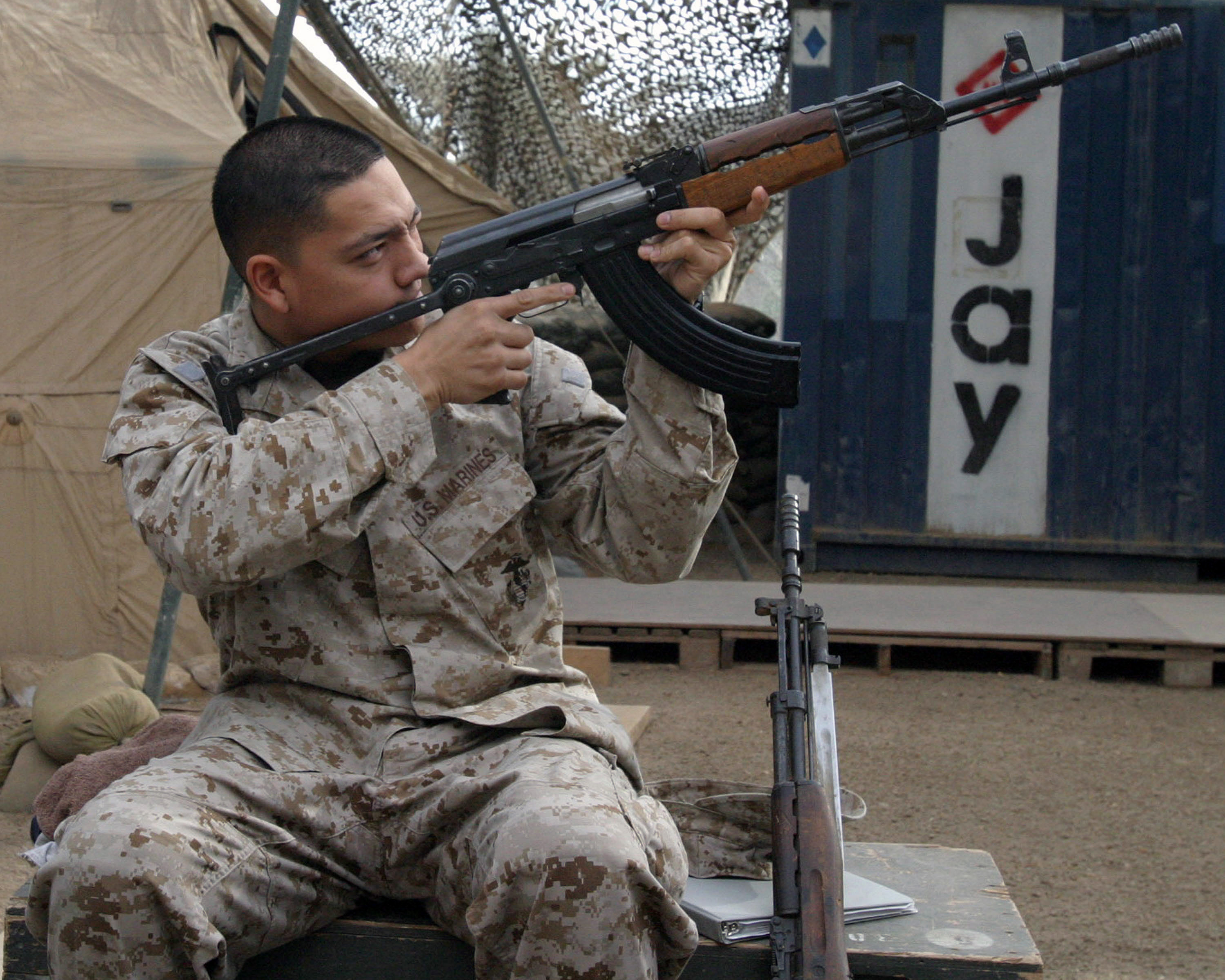
一名美國海軍陸戰隊員正在檢查繳獲的M70B2

- 阿富汗
- 阿尔巴尼亚
- 安哥拉
- ：繼承自前南斯拉夫。
- 中非
- ：繼承自前南斯拉夫。
- 賽普勒斯
- 刚果民主共和国
- 埃及
- 伊拉克
- 约旦
- 科索沃：繼承自前南斯拉夫。
- 黎巴嫩
- 利比里亚
- 利比亞
- 蒙特內哥羅：繼承自前南斯拉夫。
- 莫桑比克
- 尼加拉瓜
- 北馬其頓：繼承自前南斯拉夫。
- 巴勒斯坦民族權力機構
- 塞族共和國：繼承自前南斯拉夫。
- 卢旺达
- 塞爾維亞：繼承自前南斯拉夫。
- 斯洛維尼亞：繼承自前南斯拉夫。
- 叙利亚
- 坦桑尼亚
- 英国：為訓練烏克蘭士兵而購買。
- 乌克兰：2022年俄羅斯入侵烏克蘭期間獲克羅地亞軍援。
- 葉門

### 前使用國
- 南斯拉夫